# Apiomerus spissipes
Apiomerus spissipes är en insektsart som först beskrevs av Thomas Say 1825.  Apiomerus spissipes ingår i släktet Apiomerus och familjen rovskinnbaggar. Inga underarter finns listade i Catalogue of Life.

## Bildgalleri

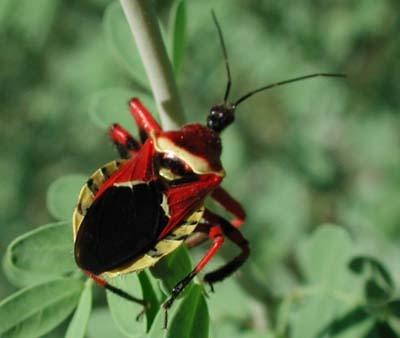